# Марк Пелегрино
Марк Рос Пелегрино (на английски: Mark Ross Pellegrino) (роден на 9 април 1965 г.) е американски актьор, номиниран за награда „Сатурн“. Най-известен е с ролите си на Яков в „Изгубени“ и Луцифер в „Свръхестествено“.